# Lyubimets 2007
El FC Lyubimets 2007 (en búlgaro: ФК Любимец 2007) es un equipo de fútbol de Bulgaria que juega en la A PFG, la segunda liga de fútbol más importante del país.

## Historia
Fue fundado en el año 2007 como la restauración del FC Lyubimets, fundado en el año 1921 y que desapareció en el año 1994. En su primera temporada lograron ascender a la B PFG.
En la temporada 2012/13, el equipo estuvo dirigido por el exjugador del FC Lyubimets Veselin Velikov, el cual logró el ascenso por primera vez en su historia para la Liga Profesional de Bulgaria para la temporada 2013/14.

## Entrenadores
| Nombre          | País     | Periodo                             |
| --------------- | -------- | ----------------------------------- |
| Dimcho Markov   | Bulgaria | Junio de 2007 – octubre de 2008     |
| Ivaylo Petev    | Bulgaria | Octubre de 2008 – agosto de 2009    |
| Stamen Belchev  | Bulgaria | Agosto de 2009 – septiembre de 2012 |
| Veselin Velikov | Bulgaria | Septiembre de 2012 – agosto de 2013 |
| Krasimir Mechev | Bulgaria | Agosto de 2013 – enero de 2014      |
| Voyn Voynov     | Bulgaria | Enero de 2014 –                     |

## Récords Individuales
| # | Nombre              | Apariciones | Periodo                 |
| - | ------------------- | ----------- | ----------------------- |
| 1 | Emil Petkov         | 98          | 2008–2012               |
| 2 | Ivan Minchev        | 75          | 2009–presente           |
| 3 | Ventsislav Yordanov | 72          | 2008–2010/2012–presente |
| 4 | Kircho Krumov       | 59          | 2008–2009/2010–2011     |
| 5 | Anton Ognyanov      | 47          | 2011–presente           |

| # | Nombre          | Goles | Periodo       |
| - | --------------- | ----- | ------------- |
| 1 | Nikolay Pavlov  | 20    | 2011–2012     |
| 2 | Anton Ognyanov  | 15    | 2011–presente |
| 3 | Emil Petkov     | 12    | 2008–2012     |
| 4 | Tzvetomir Matev | 10    | 2010–2011     |
| 5 | Atanas Lyubenov | 8     | 2009–2011     |

Notas:
- Negrita Jugadores Activos
- Actualizado al 4 de junio del 2013